# Stazione di Tokorozawa
La stazione di Tokorozawa (所沢駅?, Tokorozawa-eki) è la principale stazione ferroviaria della città omonima, situata nella prefettura di Saitama, in Giappone. La stazione è servita dalle linee Ikebukuro e Shinjuku delle Ferrovie Seibu che si incrociano in questo punto.

## Storia

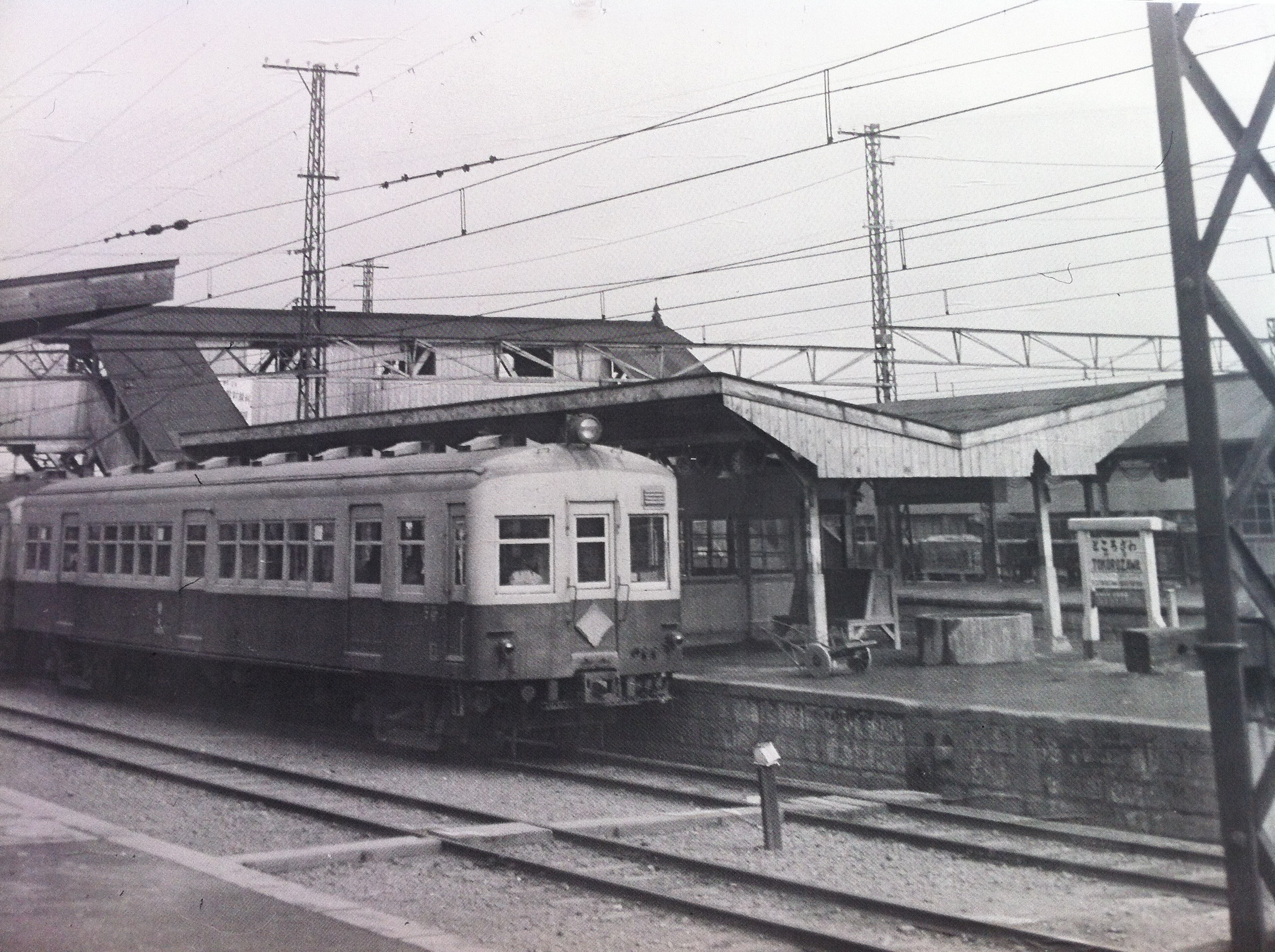
La stazione nel 1952

La stazione di Tokorozawa aprì il 21 marzo 1895. Il fabbricato viaggiatori venne rinnovato nel 2012, e da questo momento l'uscita ovest è chiusa.
A partire dall'aprile 2012 è entrata in funzione la numerazione di stazione, e Tokorozawa ha assunto il codice "SS22" sulla linea Shinjuku e "SI17" sulla linea Ikebukuro.

## Linee
Ferrovie Seibu
● Linea Seibu Ikebukuro
● Linea Seibu Shinjuku

## Struttura
La stazione possiede un marciapiede laterale e due marciapiedi a isola centrale con 5 binari totali.
| 1   | ● Linea Seibu Shinjuku  | per Hon-Kawagoe |
| 2   | ● Linea Seibu Shinjuku  | per Tanashi, Takadanobaba e Seibu-Shinjuku |
| 3   | ● Linea Seibu Ikebukuro | per Nerima e Ikebukuro e - Shin-Kiba via Linea Yūrakuchō - Shibuya via Linea Fukutoshin (prosecuzione per Yokohama via linea Tōkyū Tōyoko e per Motomachi-Chūkagai via linea Minatomirai) |
| 4-5 | ● Linea Seibu Ikebukuro | per Kotesashi, Hannō e Seibu-Chichibu |

## Stazioni adiacenti
| «                     | Servizio                                          | »                     |
| Linea Seibu Ikebukuro | Linea Seibu Ikebukuro                             | Linea Seibu Ikebukuro |
| --------------------- | ------------------------------------------------- | --------------------- |
| SI16 Akitsu           | Locale Semiespresso Semiespresso pendolari Rapido | SI18 Nishi-Tokorozawa |
| SI14 Higashi-Kurume   | Espresso Pendolari                                | SI18 Nishi-Tokorozawa |
| SI13 Hibarigaoka      | Espresso                                          | SI18 Nishi-Tokorozawa |
| SI13 Hibarigaoka      | Espresso Rapido / F Liner                         | SI19 Kotesashi        |
| SI12 Hōya             | S Train                                           | SI18 Nishi-Tokorozawa |
| SI01 Ikebukuro        | Espresso Limitato Chichibu                        | SI23 Irumashi         |
| Linea Seibu Shinjuku  |                                                   |                       |
| SS21 Higashi-Murayama | Locale Semiespresso Espresso                      | SS23 Kōkū-kōen        |
| SS21 Higashi-Murayama | Espresso pendolari                                | SS24 Shin-Tokorozawa  |
| SS21 Higashi-Murayama | Espresso Rapido                                   | SS24 Shin-Tokorozawa  |
| SS21 Higashi-Murayama | Espresso Limitato Koedo                           | SS26 Sayamashi        |